# 132
| 132                |
| ------------------ |
| Dødsfald - Fødsler |
|                    |

| Gregoriansk kalender | 132 CXXXII              |
| Ab urbe condita      | 885                     |
| Armensk kalender     | I/T                     |
| Kinesiske kalender   | 2828 – 2829 辛未 – 壬申 |
| Etiopisk kalender    | 124 – 125               |
| Jødisk kalender      | 3892 – 3893             |
| Hindukalendere       |                         |
| - Vikram Samvat      | 187 – 188               |
| - Shaka Samvat       | 54 – 55                 |
| - Kali Yuga          | 3233 – 3234             |
| Iransk kalender      | 490 BP – 489 BP         |
| Islamisk kalender    | 505 BH – 504 BH         |

Se også 132 (tal)

## Begivenheder
- Chang Heng, kinesisk poet og opfinder udvikler den første seismograf.